# Licencia de piloto privado (avión)

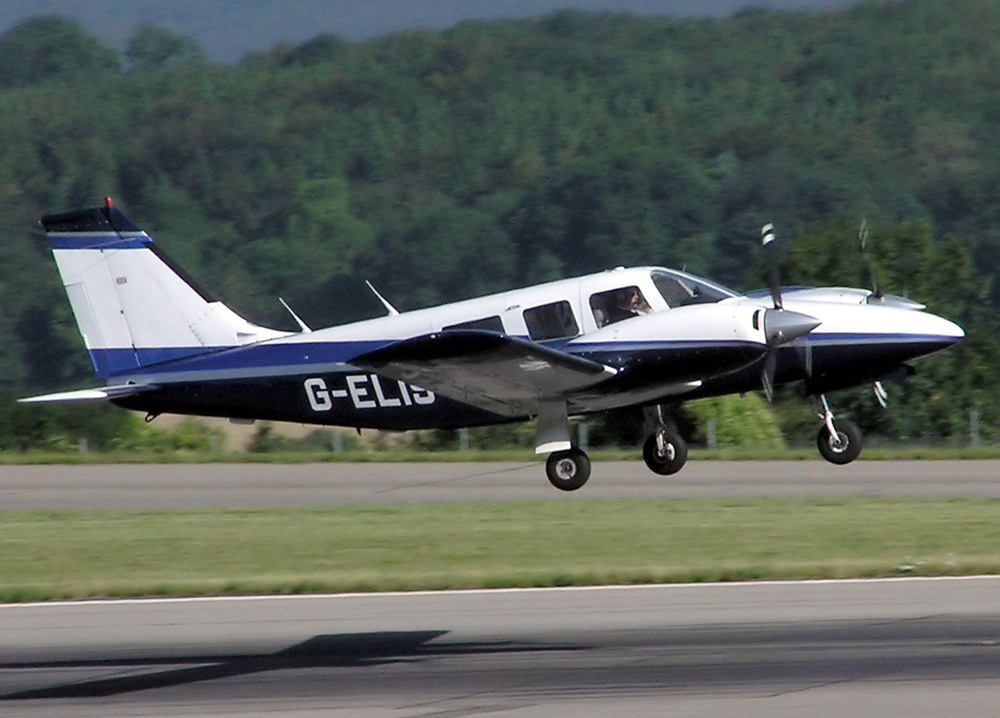
El Piper PA-34 Seneca es un ejemplo de avión que requiere una licencia de piloto privado.

Una licencia de piloto privado (avión) –PPL (A)–, del inglés Private Pilot Licence (Airplane) es una licencia que permite a su titular actuar como piloto de una aeronave privada sin remuneración.  Los requisitos para obtener la  licencia son determinados por la Organización de Aviación Civil Internacional, pero la implementación real varía ampliamente de país a país.
El PPL se emitie por la FAA para la certificación en Estados Unidos, las JAA o EASA para la certificación europea, la Civil Aviation Safety Authority para la certificación de Australia, o Transport Canada en Canadá. Cada organización impone requisitos diferentes.

## Requisitos
Para las autoridades que forman parte de las Autoridades Conjuntas de Aviación, según la JAR-FCL 1 Subparte B, el alumno piloto cumplirá los requisitos establecidos por la Autoridad del Estado en el que pretende ser formado. Al establecer estos requisitos la Autoridad se asegurará de que las atribuciones otorgadas no permitirán que los alumnos pilotos sean un peligro para la navegación aérea y el alumno piloto no volará solo a no ser con la autorización de un instructor de vuelo calificado.
Según la JAR-FCL Subparte C, el aspirante a una PPL(A)-licencia de piloto privado de avión- tendrá, como mínimo, 17 años de edad.

## Atribuciones y condiciones
Las atribuciones del titular de una PPL(A) son actuar, sin remuneración, como piloto al mando o copiloto de cualquier avión empleado en vuelos no remunerados.

## Experiencia y acreditación
El aspirante a una PPL(A) habrá completado, al menos, 45 horas de vuelo como piloto de aviones; hasta 5 horas de estas 45 pueden ser de simulador de vuelo o FNPT.

## Curso de formación
El aspirante a una PPL(A) deberá completar en una FTO o en un Centro de formación registrado la instrucción requerida, de acuerdo con el programa establecido en el Apéndice 1 al JAR-FCL 1.125.

### Conocimientos teóricos
El programa de conocimientos teóricos del curso para PPL(A) consta de las siguientes asignaturas:
- Legislación aérea (Air Law)
- Conocimiento general de la aeronave (Aircraft General Knowledge)
- Performance y planificación de vuelo (Flight Planning & Performance)
- Factores humanos (Human Performance & Limitations)
- Meteorología (Meteorology)
- Navegación (Navigation)
- Procedimientos operativos (Operational Procedures)
- Principios de vuelo (Principles of Flight)
- Comunicaciones (Communications)

### Prueba de pericia
Los contenidos de la prueba de pericia en vuelo para la emisión de una PPL(A) en aviones monomotores y multimotores es el siguiente:
- Operaciones de prevuelo y salida
- Manejo general
- Procedimientos en ruta
- Procedimiento de llegada y aterrizaje
- Procedimiento anormales y de emergencia
- Vuelo asimétrico simulado y aspectos relevantes para clase/tipo